# 瓦爾拉米夫卡
47°59′58″N 31°56′41″E / 47.99944°N 31.94472°E
瓦爾拉米夫卡（烏克蘭語：Варламівка），是烏克蘭中部的村莊，隸屬基洛夫格勒州的克羅皮夫尼茨基區。該村面積1.017平方公里，海拔高度184米，2001年人口56，人口密度每平方公里55.06人。